# Nokia N95
El N95 o Nokia N95 és un telèfon intel·ligent de la sèrie N de Nokia presentat en setembre de 2006 i llançat a mitjans de març del 2007, amb un preu sobre els 600 €, 800 $, 500 £ inc. IVA. Es basa en el programari del paquet 1 de la tercera edició S60 sistema operatiu Symbian (v9.2) i és particularment significatiu per ser el primer HSDPA de Nokia i també primer mòbil amb GPS inclòs.
El 22 de març, Nokia va anunciar que el N95 es va començar a comercialitzar en els mercats europeus, asiàtics i mig-orientals dominants. En Llatinoamèrica es comercialitza des del 2007.